# Stieltjesova matrika
Stieltjesova matrika je realna simetrična pozitivno definitna matrika z nepozitivnimi elementi zunaj glavne diagonale. Stieltjesova matrika je matrika M. Matrika je simetrična obrnljiva matrika Z, ki ima lastne vrednosti s pozitivnimi realnimi deli. 
Imenuje se po nizozemskem matematiku Thomasu Joannesu Stieltjesu (1856–1894).